# NGC 986
NGC 986 este o galaxie spirală barată situată în constelația Cuptorul. A fost descoperită în 1826 de către James Dunlop. Se află la o distanță de 25 de megaparseci de Pământ.